# Region Tambacounda
Die  Region Tambacounda mit der Hauptstadt Tambacounda ist die größte Region des Senegal und liegt im Südosten des Landes. Ein Teil des Nationalpark Niokolo-Koba nimmt den Süden der Region ein.

## Geographische Lage
Die Region Tambacounda wird zwar zusammen mit der Region Kédougou als Sénégal oriental angesprochen, ist aber nach der topographischen Beschaffenheit und Lage weniger ein Randgebiet als vielmehr eine Drehscheibe für das Zusammenwirken der Landesteile, denn sie grenzt nicht nur an vier andere Regionen (Matam, Kaffrine, Sédhiou und Kédougou), sondern dazwischen auch an vier der fünf Nachbarländer des Senegal: Im Westen grenzt sie an Gambia, im Süden an Guinea und im Osten an Mali und Mauretanien.
Die Region Tambacounda hat Anteil an vielen Flussgebieten des Landes. Im Osten sind der Falémé und der Senegal Grenzflüsse, im Süden sind dies der Niokolo Koba, der  Gambia und die Koulountou. Der Niéri Ko liegt zur Gänze in der Region, der Sandougou fast vollständig und vom Saloum immerhin der Oberlauf.

## Verkehr
Durch die Region führt die Bahnstrecke Dakar–Niger, die Bamako, die Hauptstadt des benachbarten Binnenstaates Mali, mit der Hafenstadt Dakar verbindet. Die Regionalpräfektur Tambacounda ist der größte Knotenpunkt im landesweiten Fernstraßennetz außerhalb der Hauptstadtregion Dakar. Nationalstraßen gehen von hier in fünf Richtungen aus.
Der Flughafen Tambacounda (Aéroport de Tambacounda) als Kontinental-Flughafen und der Flugplatz Bakel (Aérodrome de Bakel) sowie der Flugplatz Simenti im Nationalpark Niokolo-Koba ergänzen die Verkehrsinfrastruktur der Region.

## Geschichte
Die Region Tambacounda wurde 2008 geteilt. Der südöstliche Teil südlich des Niokolo Koba bildet seither die Region Kédougou.

## Gliederung
Die Region Tambacounda untergliedert sich in vier Départements:
- Bakel
- Goudiry
- Koumpentoum
- Tambacounda

Auf den nächsten Gliederungsebenen sind für 2013 12 Arrondissements, 8 Kommunen (Communes), 38 Landgemeinden (Communautés rurales) sowie 1434 amtlich erfasste Dörfer (Villages) zu nennen.